# Haitská revoluce
Haitská revoluce (francouzsky: Révolution haïtienne nebo Guerre de l'indépendance, haitskou kreolštinou: Lagè d Lendependans) byla úspěšným povstáním černošských otroků proti koloniální vládě Francie v kolonii Saint-Domingue (dnešní Haiti). Jde o jediný známý případ v dějinách, kdy povstání otroků vedlo k založení státu, kterému následně vládli zástupci dříve zotročené skupiny obyvatel. Povstání začalo v roce 1791 a skončilo vyhlášením nezávislé republiky Haiti v roce 1804. Konflikt ovlivnily francouzské revoluční a napoleonské války, čímž se do něj zapojili také Britové a Španělé. Povstání vyústilo ve zrušení otroctví v Saint-Domingue (v roce 1793).
Mezi nejvýznamnější velitele povstalců patřili Toussaint Louverture, André Rigaud, Jean-Jacques Dessalines, Henri Christophe a Alexandre Pétion. Haitská revoluce šokovala tehdejší Evropany, kteří se domnívali, že zotročení Afričané nejsou schopni přemoci evropské armády a sami si vládnout. Vzájemná rasová nenávist mezi bílými kolonialisty a černošskými otroky vedla ke značným krutostem na obou stranách. Po založení Haiti rovněž došlo k masakru bělošského obyvatelstva státu. Nicméně většinu zemřelých na straně Evropanů po celou dobu konfliktu měly na svědomí tropické nemoci spíše než násilí.

## Pozadí

### Otrokářská společnost
Většina ekonomiky Karibiku byla v 18. století navázána na evropskou poptávku po cukru. Evropští kolonialisté proto přeměnili karibské ostrovy na plantáže kultivarů cukrové třtiny. To platilo i pro francouzskou kolonii Saint-Domingue (dnešní Haiti). V menší míře se v ní pěstovaly také kávovníky, kakaovníky a indigovníky.
Od třicátých let 18. století francouzští kolonialisté vybudovali rozsáhlý systém zavlažování, aby zvýšily produkci cukrové třtiny. Do deseti let se kolonie Saint-Domingue, vedle britské kolonie Jamajky, stala hlavním zdrojem cukru. Pěstování cukrové třtiny bylo velmi náročné na manuální práci, kterou v koloniích zastávali zotročení Afričané. Dovoz cukrové třtiny znamenal velmi významný ekonomický zisk pro Francouzské království a na domácí půdě také vytvářel velký počet pracovních míst. Saint-Domingue se takto stala nejvýnosnější francouzskou kolonií.
Kvůli rostoucímu počtu plantáží Francie dovážela čím dál tím více otroků. Jednalo se o tisíce osob ročně, přičem vrcholem byl rok 1787, kdy dovoz otroků do Saint-Domingue činil dvacet tisíc osob. Nicméně zhruba polovina zotročených Afričanů umírala do roku po příjezdu na tropické nemoci malárii a žlutou zimnici. To vedlo k tomu, že se otrokáři snažili z otroků získat co nejvíce, dokud jsou naživu. To znamenalo nekončící tvrdou dřinu a pokrytí jen základních potřeb k přežití.
Nejvíce plantáží s cukrovou třtinou se nacházelo na severu ostrova, kde tím pádem bylo i nejvíce otroků. Soustavně zde tedy existoval strach z povstání otroků, a to i proto, že zacházení francouzských kolonialistů se zotročenými Afričany bylo i v porovnání s jinými koloniemi velmi kruté. Jakýkoliv projev revolty byl trestán krutými fyzickými tresty. Pokud se otrok pokusil utéct, nevyhnul se bičování. Někteří ani kastraci nebo upálení. Tresty měly plnit roli exemplární. Francouzský král Ludvík XIV. sice již v roce 1685 schválil Code Noir, který měl regulovat násilí páchané na otrocích, nicméně v koloniích se příliš nedodržoval. 
V padesátých letech 18. století majitelé plantáží začali prosazovat zákony, které postupně v kolonii vytvořily kastovní systém. Společnost byla rozdělena do tří kast: 1) bílí kolonialisté (les blancs), tj. majitelé plantáží, obchodníci, řemeslníci a někteří sloužící, 2) svobodní barevní (gens de couleur libres), tj. obvykle svobodní a vzdělaní míšenci (zejm. mulati). Řada z nich byla potomky majitelů plantáží a znásilněných otrokyň. Někteří dokonce vlastnili vlastní plantáž a otroky. Drtivou většinu obyvatel ale tvořila skupina třetí: 3) zotročení Afričané (zejména Jorubové a lid konžského království). Ti si kvůli vysoké úmrtnosti a tím neustálému dovozu nových Afričanů oproti jiným koloniím dokázali udržet silné africké tradice a identitu. Jejich potomci, narození v kolonii, se označovali jako Kreolové, kteří obvykle dostávali méně těžkou práci. Otroci postupně začali mluvit haitskou kreolštinou.
Krutost kolonialistů vedla k celé řadě mezirasových konfliktů. A také k řadě pokusů o útěk. Ti, kterým se útěk zdařil, se nazývali Maroonové. Ukrývali se v těžce přístupných horách a lesích a pravidelně pořádali nájezdy na plantáže nebo vesnice. Šlo přitom až o tisíce osob, které ovšem byly značně roztříštěné. Prvnímu, komu se podařilo Maroony částečně sjednotit, byl kněz vúdú François Mackandal. Postupně vytvořil konspirační síť mezi otroky na plantážích a v letech 1751 až 1757 vedl povstání. Sám Mackandal byl v roce 1758 chycen Francouzi a upálen na hranici. Jeho odkaz ale zůstal.

### Vliv Velké francouzské revoluce 1789
Ve Francii v době osvícenství se začaly zvedat hlasy intelektuálů proti otroctví. Před neodvratnou rebélií otroků varoval například Guillaume Thomas François Raynal. Myšlenky osvícenství ovlivnily také Toussainta Louvertureho, svobodného barevného. Louverture ovšem odmítl myšlenku nadřazenosti elit a snažil se mobilizovat davy.
V roce 1789 byla kolonie Saint-Domingue stále nejen nejvýnosnější kolonií Francie, ale také celého Karibiku. Co se týká složení obyvatel: bílých kolonialistů bylo 40 tisíc, svobodných barevných bylo 28 tisíc a otroků bylo 452 tisíc. Otroci v Saint-Domingue tvořili skoro polovinu všech otroků v Karibiku. Skupina bílých kolonialistů se mezitím rozštěpila na dva stavy: 1) vysocí bílí (grands blancs), tj. místní nížší aristokracie a majitelé plantáží, a 2) nízcí bílí (petits blancs), tj. obchodníci, otrokáři, řemeslníci apod. Obě skupiny mezi sebou také měly politické konflikty.
Po Velké francouzské revoluci a ustavení první Francouzské republiky nová politická garnitura zásadně přepsala francouzské zákony. Již v srpnu 1789 byla přijata Deklarace práv člověka a občana, která uvádí, že všichni lidé jsou svobodní a sobě rovní. Nicméně existovaly spory o to, zda se toto prohlášení týká také žen, otroků a občanů kolonií. To vzbudilo velkou debatu a kritiku ohledně existence otroctví. Vyšší bílí v Saint-Domingue navíc situaci ve Francii vnímali jako příležitost se osamostatnit od Francie a tím získat celý zisk z produkce cukru a dalších komodit. Majitelé plantáží se sice existenci Deklarace práv člověka a občana snažili před otroky zamlčet, nicméně se zvěsti začaly šířit od pracovníků v docích a přístavech, kteří se setkávali s námořníky z Francie.
Příležitost ve změně poměrů ve Francii viděli také svobodní barevní, kteří se u Francie snažili získat rovná práva s bílými. Věc pravidelně oficiálně vznášel například Julien Raimond. Jeho příklad následoval další svobodný barevný, Vincent Ogé, který se v roce 1790 snažil ve francouzském parlamentu získat podporu pro volební právo. Když guvernér kolonie Ogého snahy zvrátil, Ogé vedl menší povstání v oblasti kolem měta Le Cap. Ogé byl chycen v roce 1791 a popraven brutální metodou lámání kolem a následně sťat. I přesto, že nebojoval za otroky, i on se stal vzorem pro budoucí povstalce.

## Revoluce 1791

### Povstání otroků

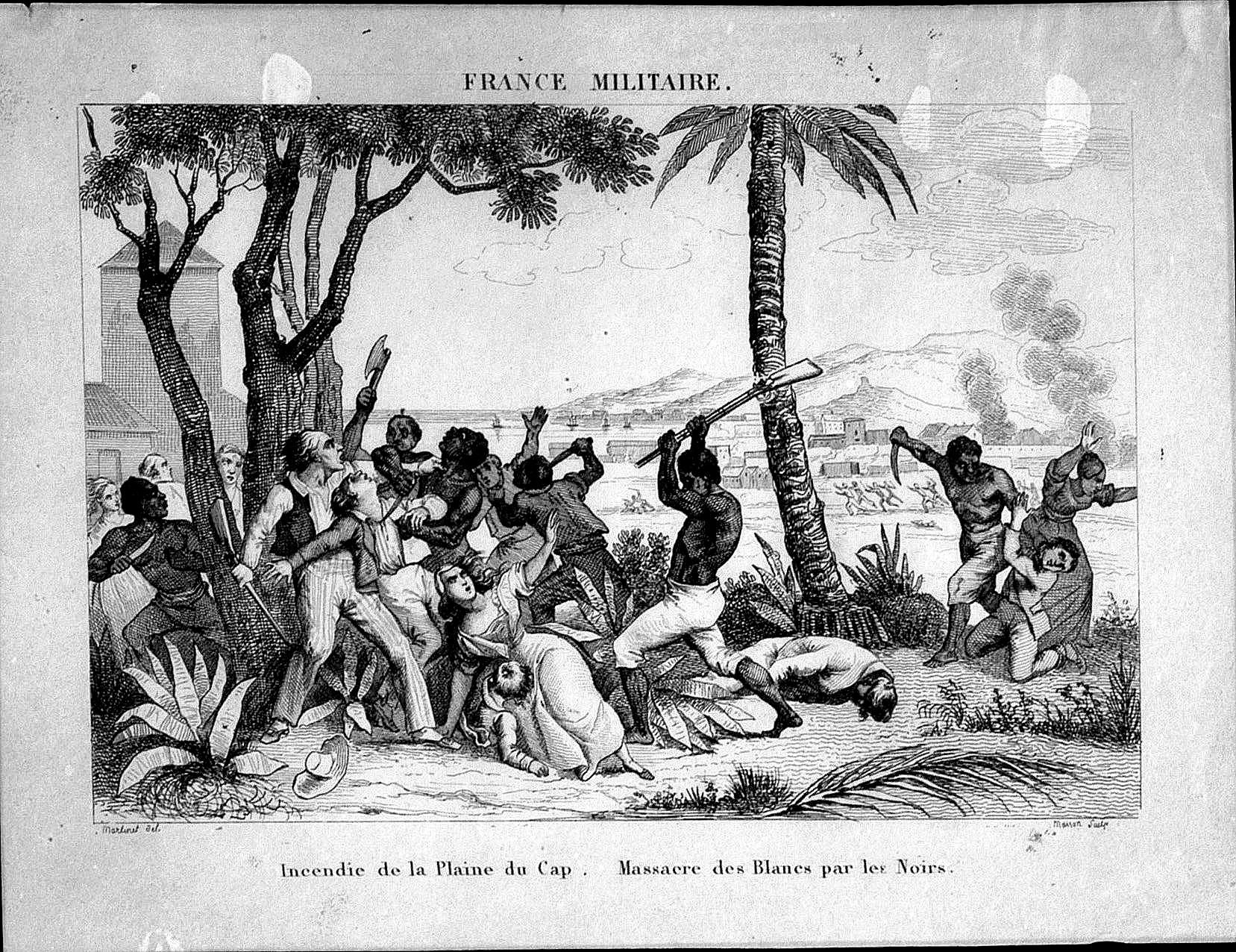
Vzpoura otroků v roce 1791

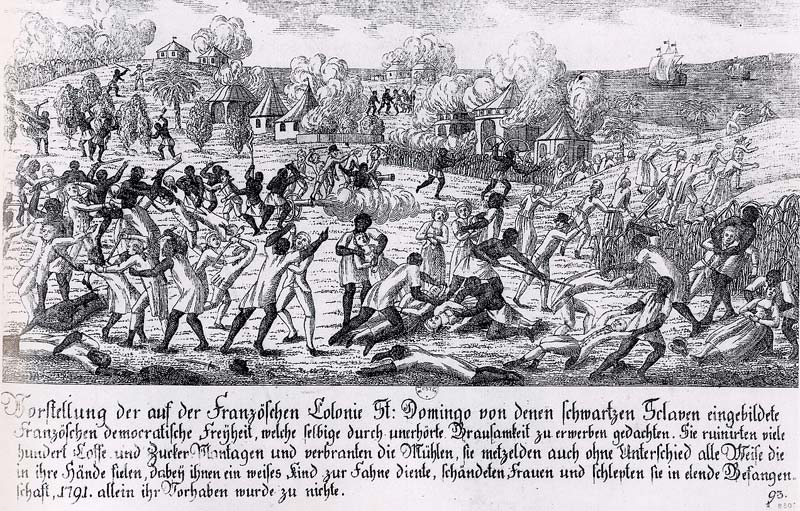
Násilnosti vůči bělochům a mesticům během vzpoury otroků v roce 1791

V noci z 21. srpna 1791 se tisíce otroků účastnilo tajného rituálu vúdú, při kterém zahájily povstání proti svým pánům. Pokyn k přípravě povstání vydali kněz vúdú Dutty Boukman, který současně velel sjednoceným Maroonům, a kněžka Cécile Fatiman. Došlo k tomu při rituálu, který se konal týden předtím na místě zvaném Bois Caïman. Otroci se vydali na plantáže, kde dali průchod nashromážděnému hněvu a nemilosrdně masakrovali majitele a ničili jejich domy a plantáže coby symboly útlaku. Pomsta otroků zahrnovala mučení, znásilňování a vraždění. Do deseti dnů ovládli celou severní provincii kolonie. Odolávat zvládalo jen pár nejlépe vyzbrojených plantáží.
V jižní části kolonie bylo v září 1791 zahájeno další povstání, které vedl svobodný barevný Romaine-la-Prophétesse. Ten shromáždil armádu o třinácti tisících lidí. Společně vyrabovali plantáže a následně je zapálili. Během tohoto řádění také osvobozovali otroky. Dostali se až k městům Léogâne a Jacmel, která obléhali a následně zapálili.
Majitelé plantáží na severu kolonie sice dlouhá léta počítali, že k povstání dojde, a proto se dobře vyzbrojili a své domy opevnili, ale do několika týdnů od vypuknutí povstání se počet zapojených otroků zvýšil na sto tisíc, což byl počet, kterému nešlo čelit. Během prvních dvou měsíců povstalí otroci zabili čtyři tisíce bělochů a zničili 180 plantáží cukrové třtiny a stovky plantáží s kávovníky a indigovníky. V září 1791 se bílým obyvatelům kolonie podařilo přeskupit a vytvořit polovojenské oddíly. V následujícím protiútoku zabili kolem patnácti tisíc černochů.
V této době většina vůdců povstalců nepožadovala osamostatnění území od Francie. Pouze žádali zrovnoprávnění všech osob a pád tehdejšího guvernátu. S příchodem roku 1792 povstalci ovládali třetinu kolonie. Francouzské Národní shromáždění pochopilo, že musí na situaci reagovat. V březnu 1792 proto vcelku překvapivě udělilo politická a občanská práva svobodným barevným. Ostatní evropské země a USA na toto rozhodnutí reagovaly odsouzením a požadovaly, aby Francie povstání potlačila, než se rozšíří do dalších kolonií. Francie následně vyslala do kolonie šest tisíc vojáků. Novým guvernérem kolonie byl ustaven Léger-Félicité Sonthonax. Ten v severní provincii zakázal otroctví a rozhněval si tak místní bílé obyvatelstvo.
V jižní části ostrova se koalici bílých obyvatel a francouzských vojáků podařilo potlačit povstání, které vedl Romaine-la-Prophétesse. Nicméně u města Port-au-Prince již v té době probíhalo další povstání vedené mulatem André Rigaudem.

### Intervence Spojeného království a Španělska
Revoluční Francie měla vlastní starosti v Evropě. Od dubna 1792 vedla své revoluční války. V roce 1793, během tzv. války první koalice, takto vstoupila do války i se Spojeným královstvím. Této situace v Saint-Domingue využili vysocí bílí, kteří protestovali proti guvernérovi Sonthonaxovi. Tajně se dohodli s Brity, že výměnou za pomoc s potlačením povstání uznají britskou nadvládu nad kolonií. Doufali přitom, že Britové obnoví otroctví. Britská strana, zastoupená premiérem Williamem Pittem mladším, souhlasila, protože se obávala, že by úspěch povstání inspiroval otroky v ostatních karibských koloniích. Současně věděli, že kdyby získali nadvládu nad nejbohatší karibskou kolonií, měli by silnou páku pro jednání s Francií. Britové se s vysokými bílými dohodli a podepsali společnou dohodu, která měla vrátit staré pořádky včetně otroctví a diskriminace svobodných barevných. Britové tak měli bojovat nejen proti povstalcům, ale vzhledem k válce v Evropě také proti francouzským vojákům. Britové vyslali do Saint-Domingue tisíce vojáků, kteří však velmi rychle umírali na tropické nemoci. Kvůli rychlému úbytku Britové do kolonie vysílali stále častěji nezkušené a nevycvičené mladíky, což nakonec vedlo k fiasku celé operace a k tisícům mrtvých britských vojáků.
Španělsko, které ovládalo zbytek ostrova Hispaniola (Generální kapitanát Santo Domingo), se do konfliktu zapojilo na straně Britů proti Francouzům. Španělsko současně zásobovalo jakékoliv povstalce, kteří stáli proti Francii. Jedním z nejvlivnějších vůdců povstalců, kteří spolupracovali se Španělskem byl svobodný barevný Toussaint Louverture.

### Francie zakazuje otroctví
Aby Francie dokázala čelit rebélii bílých obyvatel kolonie a současně napadení Brity a Španěly, vedení guvernátu, Léger-Félicité Sonthonax a Étienne Polverel, nabídlo svobodu pro každého otroka, který se přidá do jejich služeb. Po tlaku následně udělili svobodu všem zotročeným lidem v Saint-Domingue. Dne 29. srpna 1793 Sonthonax zcela zakázal otroctví v severní provincii. O měsíc později Étienne Polverel učinil totéž na západě a jihu kolonie. Sonthonax následně vyslal do Paříže tři své zástupce; byli jimi kolonialista Louis Duffay, svobodný barevný důstojník Jean-Baptiste Belley a svobodný barevný Jean-Baptiste Mills. Ti před shromážděním uvedli, že jedinou cestou, jak si Francie může udržet kolonii, je svoboda otroků. Národní shromáždění v lednu 1794 vydalo prohlášení, ve kterém zakázalo otroctví ve všech koloniích a zrovnoprávnilo tamní občany bez ohledu na barvu kůže. Toto bylo potvrzeno v ústavě z roku 1795.
I po tomto kroku ale někteří vůdci povstání stále nevěřili Francii. Nejvýznačnějším z nich byl Toussaint Louverture, který nadále táhl severní provincií vedle vojska Španělska. Nicméně v květnu 1794 Toussaint Louverture náhle otočil a přidal se na stranu Francie. Během toho přepadl španělské jednotky, se kterými do té doby spolupracoval. Postupně se i jeho přičiněním podařilo Španěly vytlačit zpět do kolonie Santo Domingo. Louverture začal prosazovat vlastní představu budoucnosti kolonie Saint-Domingue. Nechtěl samostatnost od Francie, ale požadoval zrovnoprávnění všech obyvatel. Současně vyzval všechny bílé obyvatele, aby zůstali v kolonii a společně pracovali na její obnově.
André Rigaud v téže době na jihu kolonie úspěšně vytlačoval Brity ze získaných oblastí. Postupně dobyl všechny pevnosti vyjma Port-au-Prince. Britové po stovkách umírali na tropické nemoci a Rigaudovy oddíly navíc nebraly žádné zajatce.

### Neúspěšná britská ofenzíva
Kvůli velkým ztrátám bez jasných zisků britský premiér Pitt schválil novou ofenzívu. Britové vyslali dvě stě lodí s třiceti tisíci vojáky, aby dobyli Saint-Domingue a další francouzské kolonie v Karibiku. Nicméně již v této době se v britských městech vědělo, že jít sloužit do Karibiku znamenalo téměř jistou smrt. To vyvolalo několik vzpour mezi britskými vojáky, kteří měli být do oblasti převeleni. V březnu 1796 dorazily britské jednotky pod velením generála Ralpha Abercrombyho na britský Barbados. Část jednotek, které měly posílit pozice v Port-au-Prince, byly svěřeny Gordonu Forbesovi. Po vylodění se snažil dobýt město Léogâne, ale utrpěl porážku. Francouzským jednotkám zde velel mulat, generál Alexandre Pétion. Brity následně decimovaly tropické nemoci, přičemž si Abercromby spočítal, že do listopadu přijde o všechny vojáky. Do června se u Port-au-Prince vylodilo deset tisíc Britů, ovšem nedařilo se jim dobýt významnějšího území. V únoru 1797 převzal britské velení v Saint-Domingue generál John Graves Simcoe. Britská veřejnost stále hlasitěji protestovala proti ceně, za jakou je válka v koloniích vedena. V červenci 1797 Simcoe odplul do Londýna, kde hlavnímu velení doporučil úplné stažení vojsk. V březnu 1798 se do Saint-Domingue vrátil britský plukovník Thomas Maitland s rozkazem stáhnout všechny jednotky a ostrov opustit. Britové následně postupně odpluli, přičemž si udrželi jen několik přístavních pevností. Toussaint poté pohrozil guvernérovi Jamajky, že by se mohlo povstání dostat až k nim, pokud všechny britské jednotky neopustí Saint-Domingue. Britové tak učinili do konce roku 1798.

## Velení Toussainta Louvertureho

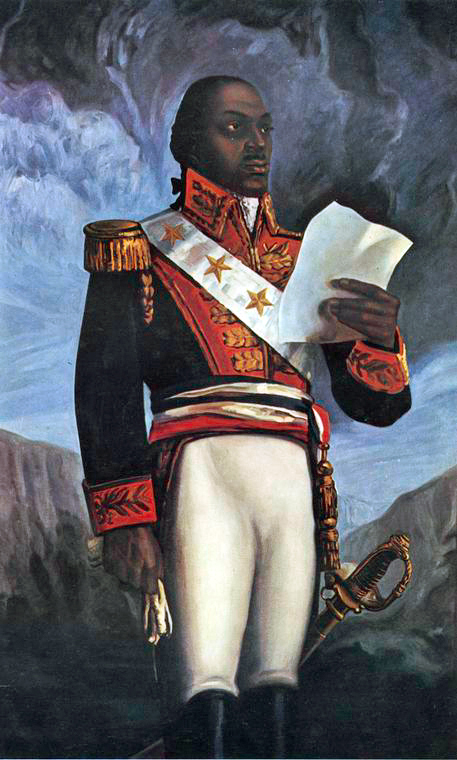
Toussaint Louverture na obrazu z 19. století (autor neznámý)

Po vyhnání britských jednotek se pozornost Toussainta Louvertureho obrátila proti André Rigaudovi, který stále hlasitěji protestoval proti směru, kterým Toussaint Louverture vedl povstání. V červnu 1799 Rigaud inicioval tzv. válku nožů, neboli občanskou válku. Rigaudovy jednotky, které tvořili zejména mulati, napadly černochy a bělochy ve městech Petit-Goâve a Grand-Goâve. V tomto bodě se do konfliktu zapojily také Spojené státy americké, které podpořily jednotky Toussainta; ačkoliv ani s jeho velením nijak zvlášť nesympatizovaly. Toussaintovy jednotky s podporou amerického námořnictva následně obléhaly město Jacmel, které bylo baštou Rigauda. V březnu 1800 Toussaint dobyl Jacmel a Rigaud uprchl do Francie.
Toussaint Louverture, rodným jménem François-Dominique Toussaint, byl osvobozený bývalý domácí otrok a nejúspěšnější velitel haitských povstalců. Stejně jako další vůdci povstání, Jean-François Papillon a Georges Biassou, se nejdříve spojil se Španěly. Po vyhlášení svobody pro otroky Francií v srpnu 1793 se v květnu 1794 spojil s Francouzi, aby dohlédl na vykonávání tohoto prohlášení. Jedním z důvodů bylo, že Španělé nebyli v otázce rušení otroctví nijak zvlášť aktivní.
Toussaintovy jednotky postupně vyhnaly Španěle i Brity a následně si zajistil samovládu nad kolonií. Ačkoliv se oficiálně neosamostatnil od Francie, v praxi vládl jako diktátor. V prosinci 1800 vpadl do vedlejší španělské kolonie Santo Domingo, kde se mu v lednu 1801 podařilo osvobodit tamní otroky. Následně Toussaint vypracoval ústavu, ve které vyhlásil samostatnou černošskou republiku. Ve Francii se mezitím chopil moci Napoleon Bonaparte, který na jednostranné vyhlášení nezávislosti reagoval vysláním vojenské expedice, které velel generál Charles Leclerc d'Ostin. Vojsko mělo získat kontrolu nad kolonií a navrátit otroctví, a to nejméně v části, která dříve patřila Španělům. Spolu s francouzskou expedicí se vylodili také Toussaintem dříve vyhnaní povstalci Alexandre Pétion a André Rigaud. 

### Napoleonská invaze
Francouzská armáda se v Saint-Domingue vylodila v únoru 1802 u města Le Cap. Tamní haitský velitel Henri Christophe byl armádou vyzván, aby město odevzdal, což odmítl učinit. Francouzská armáda následně město napadla. Jelikož byli Haiťané v oslabení, rozhodli se město raději zapálit, než ho předat Francouzům. Generál Leclerc následně zaslal Toussaintovi osobní dopis, ve kterém mu zaručoval bezpečí a svobodu pro jeho lid, pokud se vydá Francouzům v Le Cap. Toussaint však do města nepřijel. Generál Leclerc následně nechal rozhlásit, že Toussaint a Christophe byli postaveni mimo zákon a všichni obyvatelé ostrova je mají hledat a následně ztrestat coby zrádce Francie. Armáda začala ofenzívu.
Toussaint při obraně před Francouzi zvolil taktiku spálené země. Francouzi začali lovit vůdce povstání. Vyslali například jednotky do města Léogâne, kterému velel Jean-Jacques Dessalines. Ten mezitím uprchl. Před příchodem francouzské armády Haiťané město zapálili a zabili všechny tamní bělochy. Francouzští vojáci, kteří připluli z Evropy, byli šokováni chováním Haiťanů, neboť předpokládali, že je osvobození černoši budou vítat a budou chtít opět zavést pořádek otroctví. Francouzi se totiž domnívali, že šlo o přirozený řád věcí, který byl rasám přirozený.
Generál Leclerc následně vyslal regimenty do bašty Haiťanů Gonaives. Tohoto tažení se účastnil také generál Donatien de Rochambeau, který opovrhoval černochy a silně věřil v otroctví. V rokli Ravine-à-Couleuvre se v únoru 1802 odehrála bitva, ve které se Rochambeau střetl s Toussaintem. Bitva trvala šest hodin a dlouho byla vyrovnaná. Toussaint ztratil osm set mužů než se z bitvy stáhl. Poté se Haiťané snažili postup Francouzů zastavit u pevnosti Crête-à-Pierrot, kterou v tamních horách zbudovali Britové. V bitvě velel Dessalines. Po prohraném prvním úderu se Francouzi museli stáhnout. Následovaly další pokusy o dobytí pevnosti, které všechny skončily pro Francouze neúspěchem. O poslední pokus se postaral sám generál Rochambeau, který s sebou přivezl i dělostřelectvo. Ovšem i jeho pokus byl neúspěšný, přičemž přišel o tři sta mužů. Haiťané poté začali oslavně zpívat revoluční francouzské písně o rovnosti a bratství. Psychologická válka zabrala a demoralizovala francouzské vojsko. Po dvaceti dnech obležení došlo v pevnosti jídlo. Dessalines v noci 24. března zavelel svým mužům pevnost opustit a stáhnout se do hor, což se jim zázrakem podařilo. Francouzi nakonec pevnost obsadili, ale ztratili při tom dva tisíce mužů, aniž by zlikvidovali velitele a jeho jednotky. Haiťané se poté uchýlili k partyzánské válce. V březnu navíc začalo období dešťů a tím i nárůst počtu moskytů a výskytu tropických nemocí. Jen do konce března na nemoci zemřelo pět tisíc Francouzů a dalších pět tisíc bylo nakažených.

### Zajetí Toussainta a dalších velitelů povstání
Koncem dubna 1802 se situace dramaticky změnila, jelikož Christophe a jeho část armády přeběhla k Francouzům. Toussaint Louverture následně obdržel nabídku, že bude ušetřen, pokud předá i svou část armády. Učinil tak 6. května 1802. Stále není zcela zřejmé, proč k těmto událostem došlo. Toussaint Louverture si ještě stihl vymoci, aby výměnou za vzdání se nedošlo k návratu otroctví, což generál Leclerc slíbil. Nicméně Toussaint byl brzy poté Francouzi zrazen, zajat a odvezen do Francie. Zemřel na začátku dubna 1803 ve věznici Fort de Joux v pohoří Jura. Francouzům se vzdal také Dessalines, který ovšem následně dostal do správy oblast Saint-Marc.
Partyzánská válka Haiťanů však pokračovala i bez svých hlavních velitelů.

## Válka za nezávislost

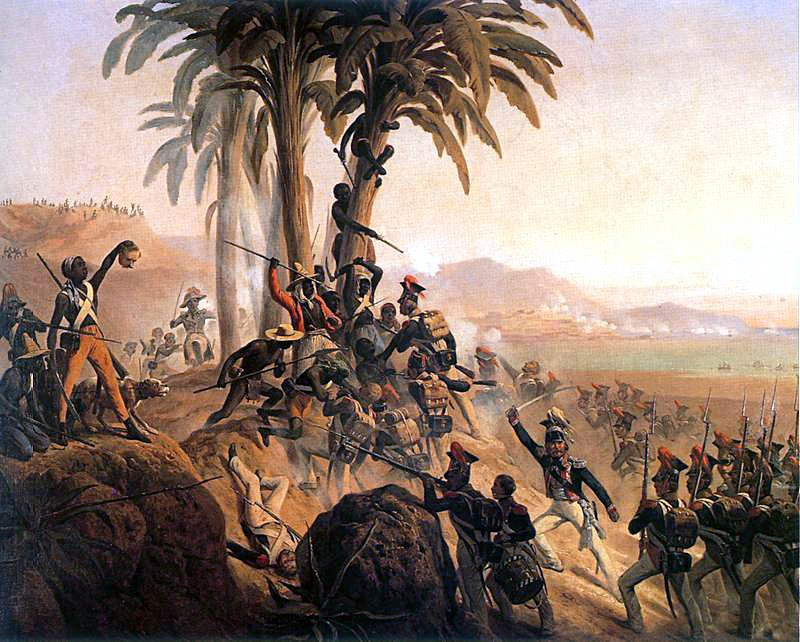
Poláci ve službách Napoleona v boji proti povstalcům

Bitva u Vertières v roce 1803

Několik prvních měsíců po dobytí kolonie Francouzi byl v Saint-Domingue relativní klid. Nicméně se začaly šířit zvěsti, že Francie na ostrově obnoví otroctví, jako tak v téže době učinila v kolonii Guadeloupe. Francouzské vojsko přitom nadále decimovaly tropické nemoci. Podle deníkového zápisu generála Leclerca mu v září 1802 zůstávalo již jen osm tisíc vojáků schopných služby. Napoleon proto stavy v Saint-Domingue posílil o pět tisíc příslušníků polské legie. Nicméně Polákům bylo řečeno, že plujou potlačit vzpouru vězňů. V momentě, kdy zjistili, že jde o povstání otroků bojujících za nezávislost, se jejich bojový zápal zastavil. Příčinou bylo, že většina z nich bojovala pro Francii jen proto, že doufala, že Napoleon obnoví samostatnost Polského království, které bylo v předcházejících letech obětí dělení okolních mocností. Vzhledem k těmto okolnostem polští legionáři začali sympatizovat s povstalci a celá řada z nich k nim přeběhla.
V říjnu 1802 Jean-Jacques Dessalines, Henri Christophe a Alexandre Pétion vypověděli poslušnost Francii a začali s ní opět bojovat. V té době byl generál Leclerc již sužován žlutou zimnicí. Poté, co se dozvěděl o zradě haitských velitelů, poručil všechny černochy v Le Cap popravit utopením v přístavu. V listopadu 1802 Leclerc nemoci podlehl. Po jeho smrti převzal velení Vicomte de Rochambeau. Ten hodlal povstání potlačit brutalitou a masakrováním Haiťanů. Nechal například z Jamajky (podle jiných zdrojů z Kuby) dopravit patnáct tisíc útočných psů, kteří byli vycvičeni k lovení černochů. Vykonal také rozkaz svého předchůdce a nechal v přístavu Le Cap topit černochy. To vedlo k tomu, že zde rybáři odmítali lovit ryby. Vymyslel také novou formu masových poprav. V podpalubí lodí vypouštěl oxid siřičitý, čímž zajaté povstalce zplynoval. 
Krutosti oplácel vlastní krutostí zejména Dessalines, který nechal povraždit stovky bělochů a jejich hlavy narazit na kůly v okolí pevností, které drželi Francouzi. I Haiťané byli vynalézaví v popravách. Zajaté Francouze upalovali na hranicích, rozsekávali sekerami nebo přeřezávali pilami. 
Kvůli decimaci armády nemocemi se Francouzi stáhli do pevností v Port-au-Prince, Le Cap a Les Cayes. Napoleon přislíbil vyslat posily o dvaceti tisících mužů. Nakonec jich ale vyplulo méně. Plán totiž zhatilo vypuknutí tzv. napoleonských válek v Evropě (od roku 1803). Do situace v Saint-Domingue se tak znovu zapletli Britové. Z Jamajky byla vyslána flotila, které velel admirál John Duckworth. Ta měla za úkol zničit francouzské lodě v koloniích. Britská flotila současně spustila námořní blokádu. Odřízla francouzské vojsko od zásob a naopak začala zásobovat haitské povstalce. Francouzi se poté opevnili v pevnostech a tamních městech, ze kterých nevycházeli. V říjnu 1803 se zbytky Francouzů stáhly do města Le Cap. Takto opustili také Port-au-Prince, kam následně vítězně vstoupil Dessalines. V městě zůstalo i sto bělochů, kteří Dessalinese přivítalo. Nicméně nemilosrdný Dessalines je nechal všechny pověsit. V listopadu britská armáda dokončila likvidaci francouzského loďstva a tím padla poslední naděje pro francouzské vojáky v Le Cap. V téže době na ně navíc začali útočit povstalci pod velením Dessalinese. Dne 18. listopadu 1803 se odehrála bitva u Vertières, což byla poslední bitva války o nezávislost. V brutální bitvě zvítězili povstalci. Rochambeau si se zbytkem svých oddílů vymohl vzdání se do rukou Britů. Dne 30. listopadu se osm tisích francouzských vojáků, Rochambeau a stovky bělochů ze Saint-Domingue nalodilo na britské lodě a ostrov opustili.
Dne 1. ledna 1804 Jean-Jacques Dessalines vyhlásil ve městě Gonaïves nezávislost země pod novým názvem Haiti. Název pocházel ze starobylého pojmenování oblasti domorodými Aravaky (Ayiti). Francie formálně nezávislost neuznala. Po dvanácti letech trvání povstání a válek stála nezávislost Haiťany nejméně 200 tisíc životů a zemi přivedla do vážné hospodářské krize.
Snaha udržet nebo získat kolonii Saint-Domingue stála život sto tisíc Francouzů a Britů, přičemž absolutní většina z nich podlehla tropickým nemocem spíše než násilí.

## Svobodná republika Haiti

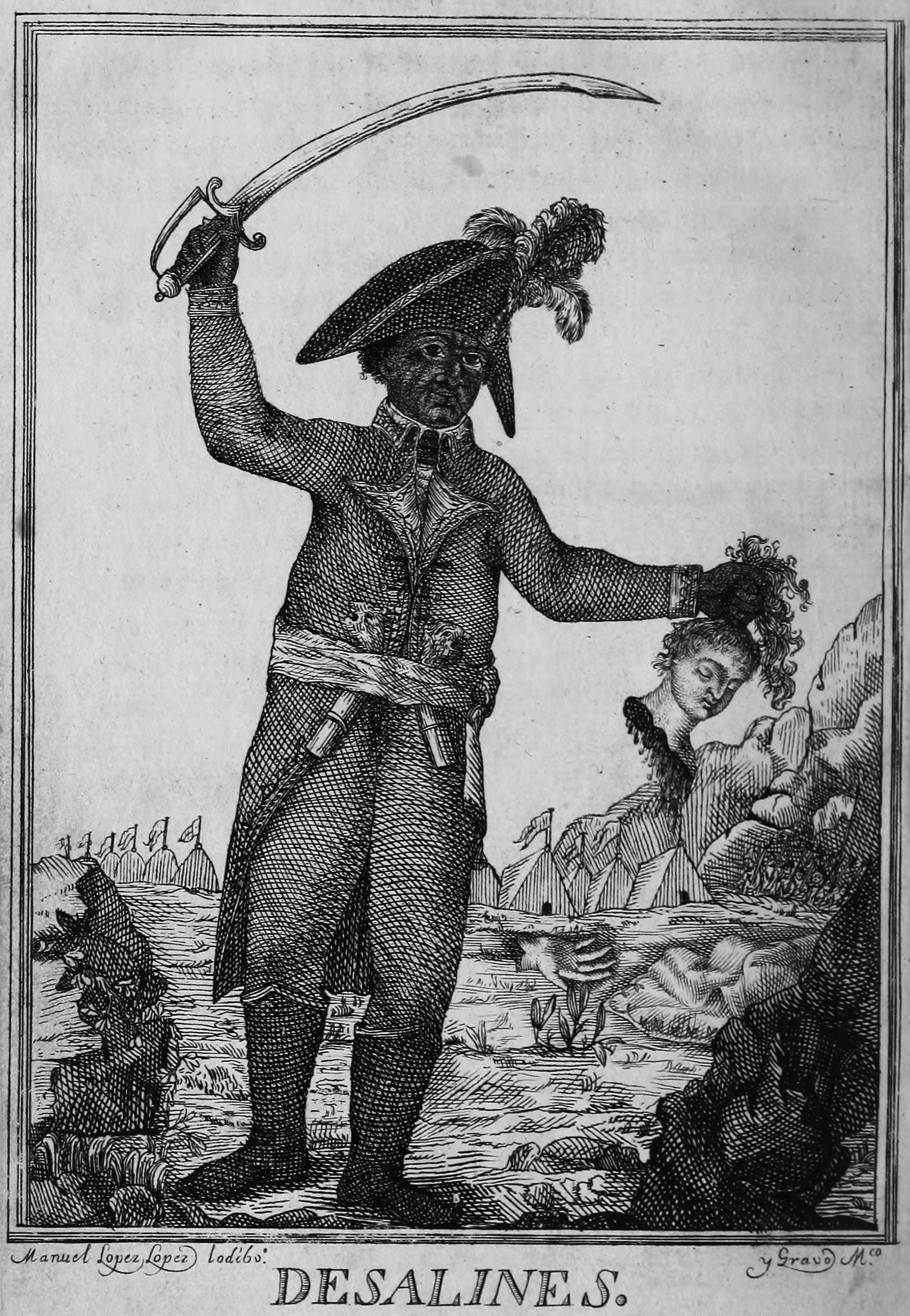
Jean-Jacques Dessalines, jeden z vůdců revoluce, generál, později haitský císař

Jean-Jacques Dessalines v lednu 1804 vyhlásil jménem lidu Haiti za svobodnou republiku. Sám sebe jmenoval císařem a následně s povstalci mezi únorem a dubnem 1804 provedl masakr zbývajících bělochů. Při něm bylo zavražděno tři až sedm tisíc bělošských obyvatel bývalé kolonie. Dessalinesův pobočník Louis Félix Mathurin Boisrond-Tonnerre pronesl: „Pro naše prohlášení nezávislosti bychom měli použít kůži bílého muže jako pergamen, jeho lebku jako kalamář, jeho krev jako inkoust a bajonet jako pero!“ Masakru se vyhnuli jen běloši, kteří prokázali svou věrnost černoské věci (například polské legie).
Haiti se stalo prvním nezávislým státem Latinské Ameriky, prvním samostatným post-koloniálním státem řízeným černochy a jediným státem, který vzešel z úspěšného povstání otroků.
Země ovšem byla v zásadní hospodářské krizi. Války zničily zemědělství a obchodní vazby byly zcela zpřetrhány. Aby bylo možné zemi obnovit, Dessalines zavedl jistou formu nevolnictví. Současně prohlásil, že každý občan musí být buď pracující, nebo voják. Pracující se přitom museli vrátit na plantáže, což byla jediná forma ekonomiky, která byla po dlouhá desetiletí na ostrově budována. Nicméně, aby nedocházelo k připomínání otroctví, byla o třetinu zkrácena pracovní doba a bylo zakázáno používat bič, coby symbol dozorců. Noví dozorci si ovšem rychle našli náhradu a používali liány. Pracující dostávali čtvrtinu z toho, co na plantážích vyprodukovali. Přesto si řada z nich stěžovala na zavedené podmínky. Dessalinesovi se ovšem takto povedlo obnovit zemědělskou produkci a postupně oživovat ekonomiku. Z obavy z návratu francouzských vojsk Dessalines budoval silnou armádu, ve které v jednu dobu byla desetina mužů (cca 37 tisíc). Inicioval také výstavbu systému pevností. Početná armáda ovšem zatěžovala slabou ekonomiku a odebírala mladou pracovní sílu.
Novou elitou se na Haiti stali vzdělaní mulatové (svobodní barevní), kteří měli lepší výchozí pozici z doby před revolucí. Postupně využili svůj sociální kapitál a získali moc, bohatství a významné funkce. Svobodní barevní navíc vyrůstali ve francouzské kultuře a často mluvili francouzsky a praktikovali katolictví.
Nespokojenost s Dessalinesem, prvním císařem Haiti, narůstala, což vedlo jiné velitele (Alexandre Pétion a Henri Christophe) ke spiknutí. V říjnu 1806 byl Dessalines přepaden a zavražděn. Jeho tělo bylo rozřezáno a zohaveno. Následně došlo ke správnímu rozdělení země. Severu vládl Henri Christophe a jihu Alexandre Pétion. Sever ekonomicky rostl, ale Christophe byl více autoritářský. Naopak jih ekonomicky zaostával, protože se soustředil na vzdělávání mas (negramotných bývalých otroků) a liberalizaci. Christophe navíc zavedl obchod s USA a Brity, což mu pomohlo k ekonomickému rozvoji. Stavěl také školy, hrady a paláce. Mezitím se prohlásil za krále a vyhlásil Haitské království, které ale mělo jen krátkého trvání. V roce 1820 spáchal sebevraždu, jelikož žil v neustálém strachu z převratu. Jeho syn (a dědic) byl zavražděn krátce poté. Pétion zemřel již v roce 1818 na žlutou zimnici. Moci se následně chopil Jean-Pierre Boyer, který Haiti opět sjednotil a dokonce na dvě dekády anektoval vedlejší tzv. Španělské Haiti (dříve Santo Domingo).
Roku 1825 k břehům sjednoceného Haiti připlula francouzská flotila. Král Karel X. poslal představitelům Haiti ultimátum na vyplacení reparací pro bývalé majitele otroků za jejich ztráty. Ty vyčíslil na 150 milionů zlatých franků. Výměnou za přijetí reparací francouzský král v dubnu 1825 uznal nezávislost Haiti. V roce 1838 bylo dohodnuto snížení dluhu na 90 milionů zlatých franků. Přesto se Haiti podařilo dluh splatit až v roce 1947. Což na celé století významně zatížilo ekonomiku mladého státu. Haiti dokonce, aby nezkrachovalo, bylo nuceno si brát půjčky u francouzských bank.